# Список найбільших за площею озер
| Найбільші щодо площі озера | Площа, в тис. км² | Місцезнаходження |
| -------------------------- | ----------------- | ---------------- |
| Каспійське море            | бл. 400.0         | Європа, Азія     |
| Верхнє                     | 82.4              | Північна Америка |
| Аральське море             | 68.7              | Азія             |
| Вікторія                   | 68.0              | Африка           |
| Гурон                      | 59.6              | Північна Америка |
| Мічиган                    | 58.0              | Північна Америка |
| Танганьїка                 | 32.9              | Африка           |
| Байкал                     | 31.5              | Азія             |
| Ньяса                      | 30.8              | Африка           |
| Велике Невільниче          | 30.3              | Північна Америка |
| Велике Ведмеже             | 30.2              | Північна Америка |
| Ері                        | 25.7              | Північна Америка |
| Вінніпег                   | 23.5              | Північна Америка |
| Онтаріо                    | 19.4              | Північна Америка |
| Ладозьке                   | 18.4              | Європа           |
| Чад                        | 11.0—18.0         | Африка           |
| Балхаш                     | 17.3              | Азія             |
| Онезьке                    | 9.9               | Європа           |
| Туркана                    | 8.5               | Африка           |
| Атабаска                   | 7.9               | Північна Америка |